# Schönefeld
Schönefeld és un municipi alemany que pertany a l'estat de Brandenburg. Situat al sud-est de Berlín, limita amb Mittenwalde al sud, amb Blankenfelde-Mahlow a l'oest i amb Schulzendorf i Zeuthen a l'est.
En aquesta localitat està emplaçat l'aeroport de Berlín-Brandenburg, que dona servei a Berlín i a l'estat de Brandenburg.

## Districtes
Comprèn els districtes de:
- Großziethen
- Kiekebusch
- Selchow
- Waltersdorf
- Waßmannsdorf

## Evolució demogràfica
- Evolució demogràfica en els límits de 2020
- Evolució actual i les previsions demogràfiques

| Any  | Població |
| ---- | -------- |
| 1875 | 2 903    |
| 1890 | 3 415    |
| 1910 | 3 613    |
| 1925 | 3 918    |
| 1933 | 4 278    |
| 1939 | 5 811    |
| 1946 | 6 397    |
| 1950 | 6 446    |
| 1964 | 6 117    |
| 1971 | 5 605    |
| 1981 | 6 068    |
| 1985 | 5 857    |
| 1989 | 5 449    |

| Any  | Població |
| ---- | -------- |
| 1990 | 5 312    |
| 1991 | 5 128    |
| 1992 | 5 450    |
| 1993 | 6 023    |
| 1994 | 6 456    |
| 1995 | 7 619    |
| 1996 | 8 772    |
| 1997 | 9 752    |
| 1998 | 10 496   |
| 1999 | 11 059   |

| Any  | Població |
| ---- | -------- |
| 2000 | 11 218   |
| 2001 | 11 405   |
| 2002 | 11 667   |
| 2003 | 11 843   |
| 2004 | 11 993   |
| 2005 | 12 274   |
| 2006 | 12 354   |
| 2007 | 12 462   |
| 2008 | 12 831   |
| 2009 | 13 060   |

| Any  | Població |
| ---- | -------- |
| 2010 | 13 256   |
| 2011 | 13 317   |
| 2012 | 13 453   |
| 2013 | 13 760   |
| 2014 | 13 895   |
| 2015 | 14 190   |
| 2016 | 14 423   |
| 2017 | 14 625   |
| 2018 | 15 472   |
| 2019 | 16 270   |

| Any  | Població |
| ---- | -------- |
| 2020 | 17 017   |